# Club Disco
Club Disco es el cuarto álbum de la cantante australiana Dannii Minogue. Un disco doble fue lanzado en Australia el 27 de mayo de 2008, que incluía un CD de remixes. Inspirado en los años 80 en gran medida tuvo seis sencillos  "You Won't Forget About Me", "Perfection", "So Under Pressure", "I Can't Sleep At Night", "He's The Greatest Dancer" y "Touch Me Like That". El álbum tuvo un éxito moderado en el Reino Unido y un éxito menor en Australia. El álbum fue lanzado en todo el álbum también como descarga digital.

## Información del álbum
Tras su mayor éxito con su álbum Neon Nights y sus sencillo del álbum el sello All Around the World le pregunto a Minogue si estaba dispuesta a hacerle una letra a una famosa danza llamada Flower Power y ella aceptó; al escribir la letra (que luego fue You Won't Forget About Me) Minogue le encanto la letra.
En 2005, Minogue comenzó escribiendo y grabando material con Ronald Terry y otros. Durante uno de sus períodos de sesiones, que escribió So Under Pressure (Uno de sus mayores éxitos) que se inspiró en el diagnóstico de cáncer de su hermana de Kylie, así como la de un amigo no identificado. Minogue ha descrito la grabación de "So Under Pressure" como un "verdadero logro", como ella era "lo suficientemente valiente como para poner todas sus sentimientos en palabras".
Luego muchas de las canciones del álbum fueron llevadas a su álbum de grandes éxitos The Hits & Beyond del 2006 y luego las canciones nuevas para el grandes éxitos fueron llevadas al álbum al igual que otras que no se conocían en ese entonces.
El álbum tubo bastantes colaboraciones de DJ's.

## Lista de canciones
1. "Touch Me Like That" Con Jason Nevins
2. "Feel Like I Do" (JCA Remix)
3. "Perfection" Con Soul Seekerz (12" Mix)
4. "You Won't Forget About Me" Con Flower power
5. "Love Fight"
6. "I'm Sorry"
7. "Gone"
8. "So Under Pressure"
9. "Good Times" (The Fourty4s' 7" Mix)
10. "Sunrise"
11. "He's The Greatest Dancer" (LMC Radio Edit)
12. "I Can't Sleep At Night"
13. "I Will Come To You"
14. "I've Been Waiting For You"
15. "Round The World"
16. "Do You Believe Me Now?" Con Roger Sanchez
17. "Xanadu"
18. "You Won't Forget About Me" (Afterlife Lounge Mix Edit)
19. "I Can't Sleep At Night" (Afterlife Lounge Mix)